# 彼得·诺威尔
彼得·诺威尔（英語：Peter C. Nowell，1928年2月8日—），美国癌症研究家、费城染色体发现者之一。
1948年在卫斯理大学获学士学位，1952年在宾夕法尼亚大学获硕士学位，1952年成为该校教员。1967年至1973年任该校病理学部主席，后成为该校癌症中心首任主任。诺威尔是美国国家科学院院士，赢得了包括拉斯克临床医学研究奖、富兰克林奖章在内的众多奖项。